# 1646
Năm 1646 (số La Mã: MDCXLVI) là một năm thường bắt đầu vào thứ hai trong lịch Gregory (hoặc một năm thường bắt đầu vào thứ năm của lịch Julius chậm hơn 10 ngày).

## Sự kiện

### Tháng 6
- Bôi Lạc Bác Lạc dẫn quân Thanh tiến đánh Phúc Kiến, Trịnh Chi Long đầu hàng triều Thanh.

### Tháng 8
- Long Vũ đế thua trận chạy qua Định Châu nhưng sau đó bị quân Thanh bắt.

### Tháng 10
- Ngày 6: Long Vũ đế tuyệt thực mà chết.

### Tháng 11
- Ngày 18: Quế vương Chu Do Lang xưng đế tại Triệu Khánh, niên hiệu Vĩnh Lịch.

## Mất
● Phùng Mộng Long , nhà văn , nhà thơ Trung Quốc , tác giả bộ Đông Chu liệt quốc